# Mali Školj (Klek)
Mali Školj je nenaseljen otoček v Malostonskem zalivu, ki se nahaja v Bosni in Hercegovini in z bližnjim otočkom Veliki Školj predstavlja edina dva otoka v Jadranskem morju, ki pripadata Bosni in Hercegovini.
Začasen potek morske meje med Bosno in Hercegovino in Hrvaško je bil določen leta 1999. Neumski sporazum o začasni meji sta podpisala Alija Izetbegović in Franjo Tuđman, ki ni bil ratificiran zaradi pojavljanja polemik o lastništvu teh dveh otokov in rta polotoka Klek. Hrvaška izpodbija veljavnost sporazuma in ga zahteva kot svoje ozemlje.